# Prefectura de Saitama

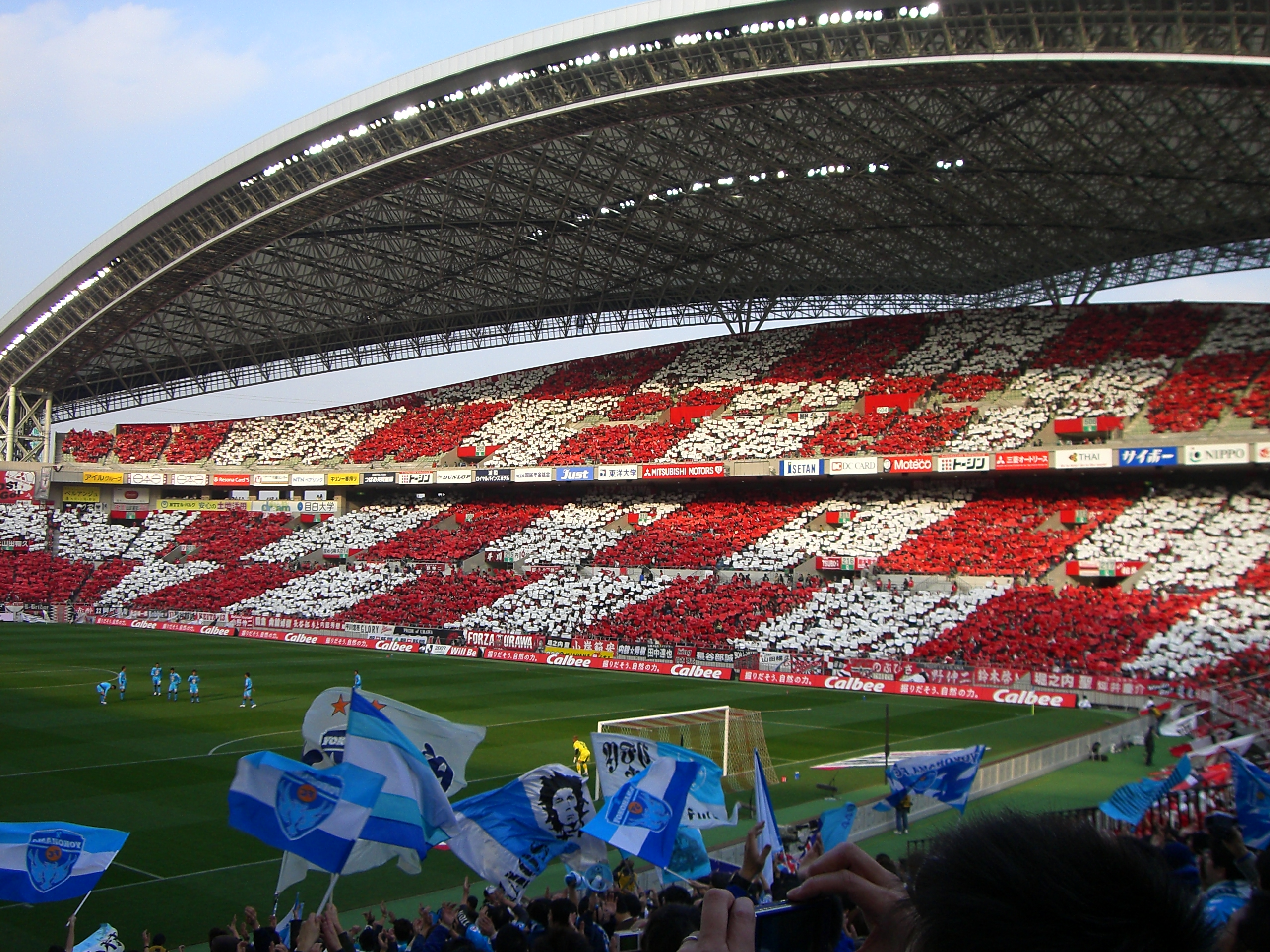
Estadio de la capital de Saitama, Saitama.

La prefectura de Saitama (埼玉県 Saitama-ken?) se encuentra en la isla de Honshū, Japón. La capital es la ciudad de Saitama.

## Historia
La prefectura de Saitama se encuentra al norte de Tokio, la capital japonesa. Una tercera parte de su terreno es montañoso, y el resto llano, siendo una región donde antes predominaba la actividad agrícola y forestal. Después de la Segunda Guerra Mundial, la prefectura de Saitama experimentó transformaciones causadas por el desarrollo industrial y el aumento de la población. En las ciudades de Omiya (actualmente ciudad de Saitama), Fukaya, Kawagoe y Sayama se construyeron grandes centros industriales, y la Prefectura cambió su actividad principal, de la agricultura a la industria mecánica.
La cercanía a Tokio también produjo un rápido crecimiento de las zonas residenciales. De los 2,14 millones de habitantes en el año 1950, la población se triplicó a 7 millones en 2002.
Para hacer frente a las evoluciones sociales y económicas, el Gobierno de Saitama juntamente con los 90 municipios prefecturales, ha instituido amplias políticas, tomando como base la “prioridad del medio ambiente” y la “importancia de la calidad de vida de los habitantes”.

## Geografía

Mapa de Saitama.

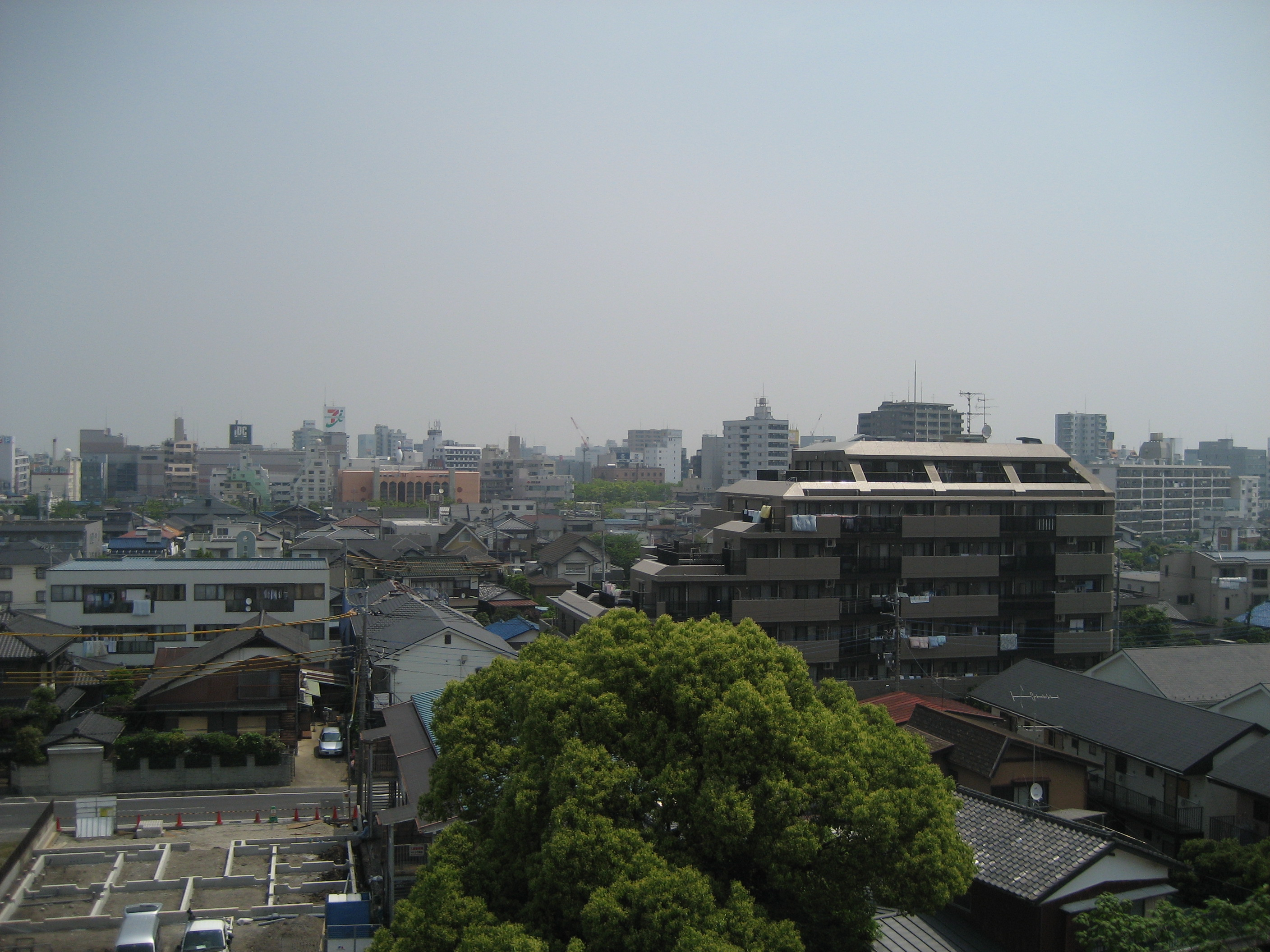
Kasukabe.

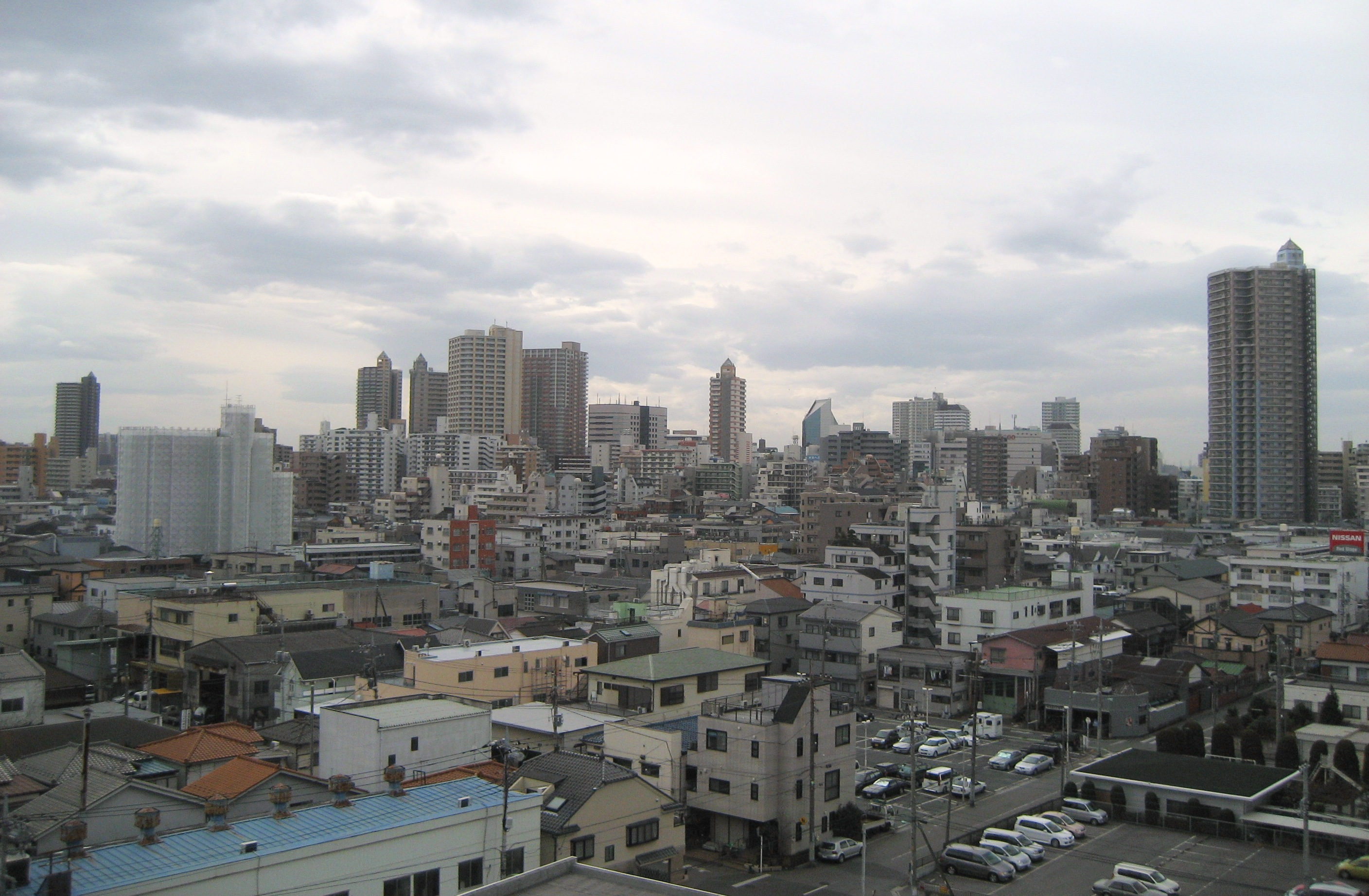
Kawaguchi.

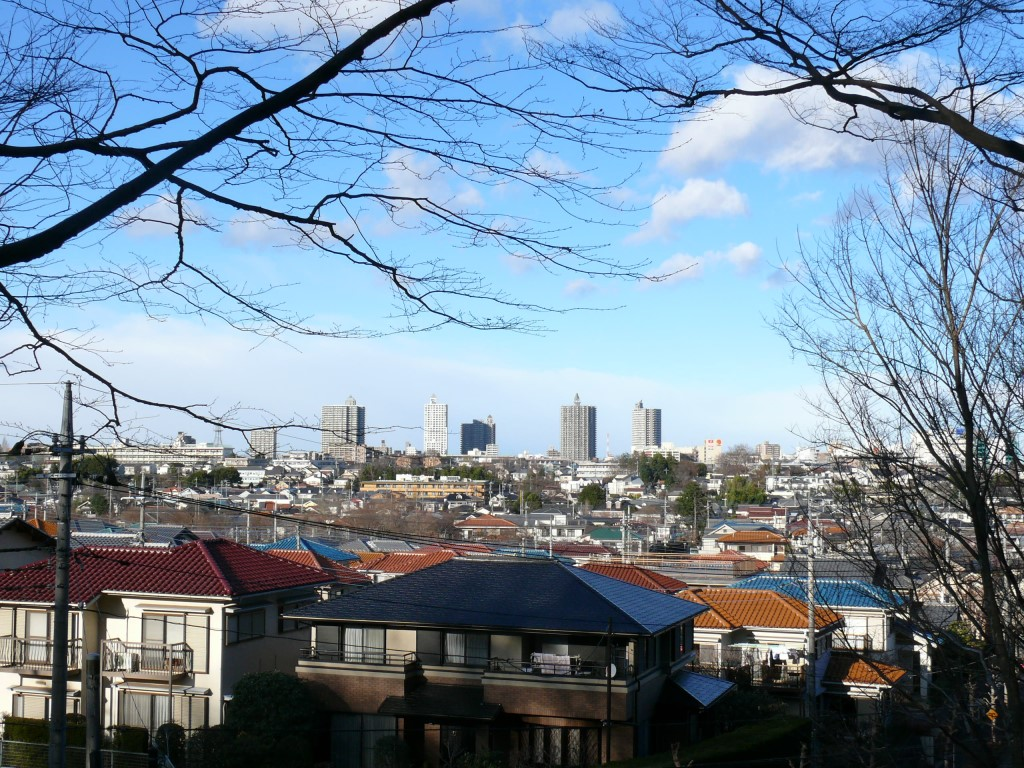
Tokorozawa.

La prefectura de Saitama limita con las prefecturas de Tokio y Chiba al Sur, Ibaraki y Tochigi al este, Gunma al norte, Nagano al oeste y Yamanashi al suroeste. Se encuentra el centro-oeste de la región de Kanto, extendiéndose por 103 km de este a oeste y 52 km de norte a sur. En 3797 km², se ubica como la novena prefectura más pequeña. La frontera oriental con la prefectura de Chiba está definido por el río Edo. Las líneas fronterizas del norte y noroeste con la prefectura de Gunma están marcados por el río Tone y el río de Kanagawa y las divisiones de agua por el río Arakawa y río Kanagawa. La frontera suroeste se define por la divisoria de agua del río Arakawa, río Tama, y río Fuefuki. La parte oriental de la línea de frontera sur, sin embargo, lo hace coincidir con cualquier característica geológica.
La topografía de la prefectura de Saitama se divide en gran medida por la línea tectónica Hachiōji, que se extiende a través de Kodama, Ogawa y Hannō, en la zona montañosa occidental y las tierras bajas del este. La altura, más alta en el lado occidental, disminuye gradualmente hacia el este desde las zonas de colinas pasando por las mesetas y de allí a las tierras bajas. Las tierras bajas del este y mesetas ocupan el 67,3% de la superficie.
El lado oriental, parte de la llanura de Kanto, puede ser dividida en nueve extensiones separadas de colinas y diez mesetas. Las primeras ocupan pequeñas áreas vecinas a los montes de Kanto, como las colinas de Hiki y Sayama. Estos últimos están rodeados principalmente por llanuras de inundación aluviales. En la parte sudeste de la prefectura, la meseta Ōmiya se encuentra en una dirección hacia el sureste, limitada por el río Furutone al este y el río Arakawa, al oeste.
El lado occidental de la prefectura pertenece a la Cordillera de Kanto con la cuenca Chichibu situado en su centro. El área al oeste de la cuenca cuenta con altos picos como el Monte sanpo (2.483 m) y el Monte Kobushi (2.475 m), en el que el río Arakawa tiene su fuente. La mayor parte de la tierra está dentro del parque nacional Chichibu Tama Kai. El área a al este de la cuenca se compone de montañas relativamente bajas.

### Ciudades (Distritos urbanos)
| - Ageo - Asaka - Chichibu - Fujimi - Fukaya - Gyôda - Hannô - Hanyû - Hasuda - Hatogaya - Hidaka - Higashimatsuyama - Honjô - Iruma | - Iwatsuki - Kamifukuoka - Kasukabe - Kawagoe - Kawaguchi - Kazo - Kitamoto - Koshigaya - Kônosu - Kuki - Kumagaya - Misato - Niiza - Okegawa | - Saitama, capital de la Prefectura - Sakado - Satte - Sayama - Shiki - Sōka - Toda - Tokorozawa - Tsurugashima - Wakō - Warabi - Yashio - Yoshikawa |

### Distritos (Rurales, con sus municipios y pueblos)
| - Distrito de Chichibu - Arakawa - Higashichichibu - Minano - Nagatoro - Ogano - Ootaki - Ryôkami - Yokoze - Yoshida - Distrito de Hiki - Hatoyama - Kawajima - Namegawa - Ogawa - Ranzan - Tamagawa - Tokigawa - Yoshimi | - Distrito de Iruma - Miyoshi - Moroyama - Naguri - Ogose - Ooi - Distrito de Kitaadachi - Fukiage - Ina - Distrito de Kitakatsushika - Kurihashi - Matsubushi - Shôwa - Sugito - Washimiya | - Distrito de Kitasaitama - Kawasato - Kisai - Kitakawabe - Minamikawara - Ootone - Distrito de Kodama - Kamiizumi - Kamikawa - Kamisato - Kodamagun - Misato | - Distrito de Minamisaitama - Miyashiro - Shiraoka - Shoubu - Distrito de Oosato - Hanazono - Kawamoto - Kônan - Menuma - Okabe - Oosato - Yorii |